# Олександрівка (Хустський район)
Олекса́ндрівка — село в Хустській міській громаді у Закарпатській області в Україні. Колишня назва — Шандрово. 

## Історія
Перша згадка у 1455-році як Sandorfalva (Bélay 189), 1465: Sandorfalva (Csánki 1: 452), 1550: Sandorfalva (KárolyiOkl. 3: 257), 1725: Sándorfalva (Revizki), 1773: Sándorfalva, Sandresty, Sandrova (LexLoc. 135), 1808: Sándorfalva, Sandresty, Ssándrova (Lipszky: Rep. 578), 1828: Sándorfalva, Sandrowo (Nagy 199), 1838: Sándorfalva (Schem. 62), 1851: Sándorfalva (Fényes 4: 8), 1877: Sándorfalva, Sándorovo (Hnt.), 1913: Ósándorfalva (Hnt.), 1925: Šandrovo (ComMarmUg. 13–4), 1944: Ósándorfalva, Шандрово (Hnt.), 1983: Олександрівка, Александровка (ZO).Село було заселено угорськими поселенцями у верхній частині потоку Секленце на початку 15 століття та належало родині Росалія Куна. Пізніше його власниками ставали інші угорські дворяни з родин Кемені, Реті, Толді та Шолосі.
Альтернативна версія першої згадки села. Перша згадка про село Шандрово зʼявилася в той час, коли король (князь) Арпад і угорські племена підкорили Карпатський регіон приблизно у 895–896 роках — саме тоді відбувся перехід угрів через Карпати з територій Паннонської низовини та підкорення Закарпаття й Тисо-Дунайської низовини.
Повний український переклад глави 12 з "Gesta Hungarorum", "Діяння Угрів", (Аноніма), де згадується князь Шандор (в латинському оригіналі — Sadra):
"Розділ XII. Про землю Кийса і Шандора (Шадри):Коли князь Арпад і старійшини угрів довідалися, що в краях землі за Тисою, панують два князі — один на ім’я Кийс, а другий — Шандор (Шадра), — вони послали військо проти них.Кийс мав добре укріплену фортецю, але угри після кількох днів облоги захопили її та спустошили довколишню землю. Шандор також мав укріплення, яке стояло за річкою Тисою, однак воно було менше й не так добре захищене, тому було взяте швидше. Обидва князі загинули в битві, а їхні землі було приєднано до володінь угрів. Відтоді ті землі залишилися за нащадками угрів, і мешканці платили їм данину.".
Аргументи на користь того, що Шадрово (Sadra) = сучасна Олександрівка Хустського району:
Фонетична схожість:
Ім’я князя Sadra або Шандор / Шадра в угорському чи латинізованому звучанні може бути пов’язане з іменем Олександр.
Сучасна назва Олександрівка походить саме від імені Олександр, що може бути пізнішою формою історичного Шандор (угорський варіант імені Олександр).
Географічне розташування:
Село Олександрівка розташоване поблизу річки Тиси, у місцевості, що цілком відповідає опису в Gesta Hungarorum: "укріплене поселення за Тисою". Цей район лежить "за Тисою" відносно шляхів угорців, які просувалися в Карпати, що також збігається з текстом джерела.
Історико-етнографічний контекст: Закарпаття в IX–X ст. було заселене слов’янами, можливо, з домішкою волоського і аланського населення. У такому середовищі могли існувати локальні князьки на кшталт Кийса і Шандора.
Відомо, що територія Хустщини мала стародавні поселення й фортеці, тому існування місцевого укріплення або "городища" на місці Олександрівки — цілком імовірне.
Топонімічна спадковість:
Багато сучасних сіл у Закарпатті зберегли або трансформували старі назви на основі імен засновників чи історичних постатей.
Якщо пізніше населення пов’язувало це місце з "Олександром", це могло бути відлунням імені Шандор/Шадра — або ж трансформація цього імені в християнському середовищі.
Село Олександрівка може бути однією з імовірних локацій давнього Шадрова / володінь князя Шандора. Це припущення має логічне обґрунтування з точки зору:
географії,
етимології,
історичного контексту Gesta Hungarorum.
Тобто село вже існувало в 896 році у вигляді якихось фортифікаційних споруд, що не було дивом для того часу, а повністю звичайною практикою: в центрі поселення була фортеця обнесенна частоколом, а у її підніжжя розпологались житлові й господарські будівлі мешканців поселення.

### Присілки
Осойк
Осойк  - колишнє село в Україні, в Закарпатській області.
Обєднане з селом Олександрівка рішенням облвиконкому Закарпатської області № 155 від 15.04.1967
Перша згадка у першій половині ХІХ століття.
Стінка
Стінка — колишнє село в Україні, в Закарпатській області.
Обєднане з селом Олександрівка рішенням облвиконкому Закарпатської області № 155 від 15.04.1967
Перша згадка у першій половині ХІХ століття.

## Ропа - Шандрівська криниця
Слава села на початку ХХ століття гриміла по усіх Карпатах. І принесла її цьому селу невелика криниця, з якої добували ропу — дуже солону воду, яка нагадує мармелад, що утворився внаслідок великої концентрації солі. Раніше знаменита шандрівська криниця давала значний дохід селу. Сюди з усіх усюд з'їжджалися люди на возах з бочками, аби набрати в них ропи, яку потім використовували для квашення фруктів та овочів, а жителі села випаровували її і таким чином добували чисту сіль. Через великий транспортний потік Олександрівка розширила свою інфраструктуру, особливо розвинулося бондарство та солеваріння. Але історичний час змінився, сіль перестала цінитися і криниця занепала разом із старою славою, хоч ропи в ній не поменшало.

## Релігія
Окрасою села є збудована у XV ст. і перебудована 1753 року дерев'яна церква св. Параскеви П'ятниці з розміщеною на захід від неї дзвіницею (XIX ст.) — ефектно завершують високий мальовничий пагорб у центральній частині села, посилюючи виразність навколишніх гірських краєвидів.
Церква в своїй основі має три послідовно розташовані по осі захід-схід зруби: прямокутний, витягнутий у поперечному напрямку бабинець, рівношироку з ним наву квадратної в плані форми та витягнутий у поздовжньому напрямку прямокутний вівтар. Центральний та східний зруби перекриті коробовим склепінням, а західний — плоскою стелею, причому приміщення бабинця та вівтаря помітно поступаються наві за висотою. Ця традиційна для української дерев'яної церкви структура внутрішнього простору ускладнена ззовні влаштуванням високої каркасної вежі над бабинцем, а також перепадом рівнів двосхилого даху над навою та трисхилого — над вівтарем. Завдяки цьому загальна композиція храму набула підкреслено асиметричного характеру, а головний акцент у сприйнятті споруди перемістився на її західний фасад. Крім послідовного нарощування об'ємів у західному напрямку, це досягнуто влаштуванням перед головним входом ажурної аркади-галереї на різьблених стовпчиках, а над нею (в основі вежі) — ще однієї аркади, трохи менших розмірів. Обидва елементи вирізняються тонким моделюванням форми та вишуканими пропорціями, логічно завершуючись у пластичному вінчанні західної вежі з аркадою-галереєю, підсябиттям і стрімким готичним шпилем з чотирма декоративними маківками біля його основи.
Довершеність архітектурних форм пам'ятки доповнюється декоративно-пластичним вирішенням інтер'єру, у якому провідна роль належить настінним малюванням нави, виконаним у 1779 р. майстром «Стефаном, маляром Теребельським», а також монументальному чотириярусному іконостасу 17 — 18 ст. Зазначені особливості пам'ятки та її ефектне розташування серед навколишньої забудови дають змогу вважати її одним з найкращих зразків дерев'яних храмів хустської групи.
У середині XIX ст. стіну церкви прорізали. Вівтар, перекритий коробовим склепінням, відгороджено чотирирядним іконостасом.
У 1751 р. так описано церкву: «Дерев'яна з вежею в дуже бідному стані, скоро розпадеться. Образами якось прикрашена… Свічник один дерев'яний… Книги літургічні всі належать церкві… Посвячена св. Параскевії». Відомо, що церкву переносили в межах села.
Пам'ятку відреставровано архітектором І. Могитичем у 1969 р.
Дзвіниця розташована на захід від храму і відіграє роль важливого акценту в архітектурно-просторовій організації ансамблю і всієї навколишньої забудови Це двоярусна, квадратна в плані споруда каркасної конструкції. В її основі та завершенні влаштовано дві традиційні аркади-галереї на стовпчиках. Своєрідне вінчання дзвіниці з додатковим заломом, як і певний схематизм у вирішенні її окремих елементів, свідчать про більш пізнє походження цієї споруди, цінність якої визначається насамперед її містобудівним значенням.
Храм св. великомучениці Параскевії. 1934.
Дерев'яну церкву споруджено у манері, характерній для православних церков 1920-х — 1930-х років. Головне приміщення з крилосами утворює в плані грецький хрест. Невелика вежа на західному фасаді увінчана дещо масивною грушеподібною банею. Приміщення при вході добудували пізніше.

## Галерея

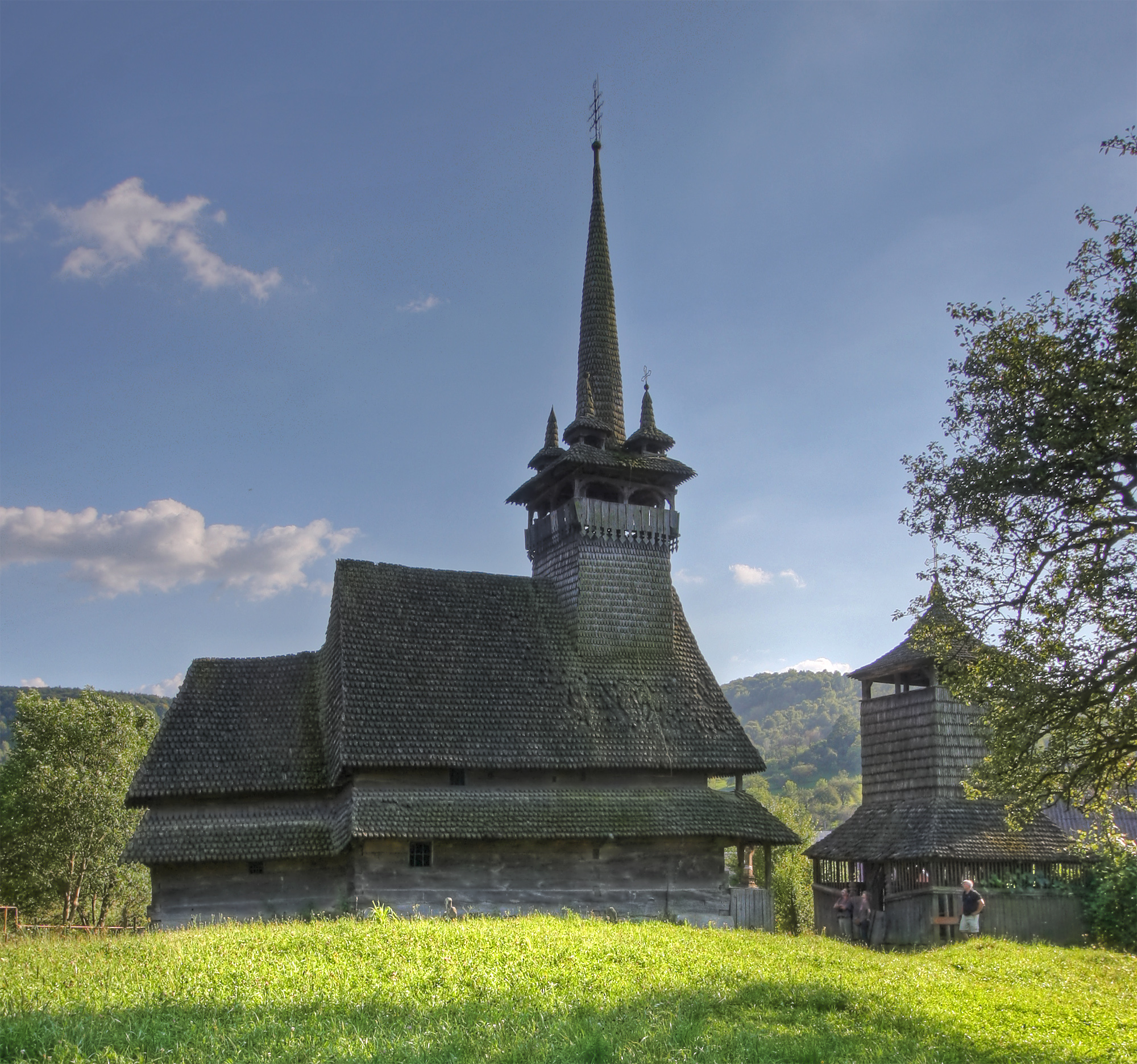
Церква св.Параскеви
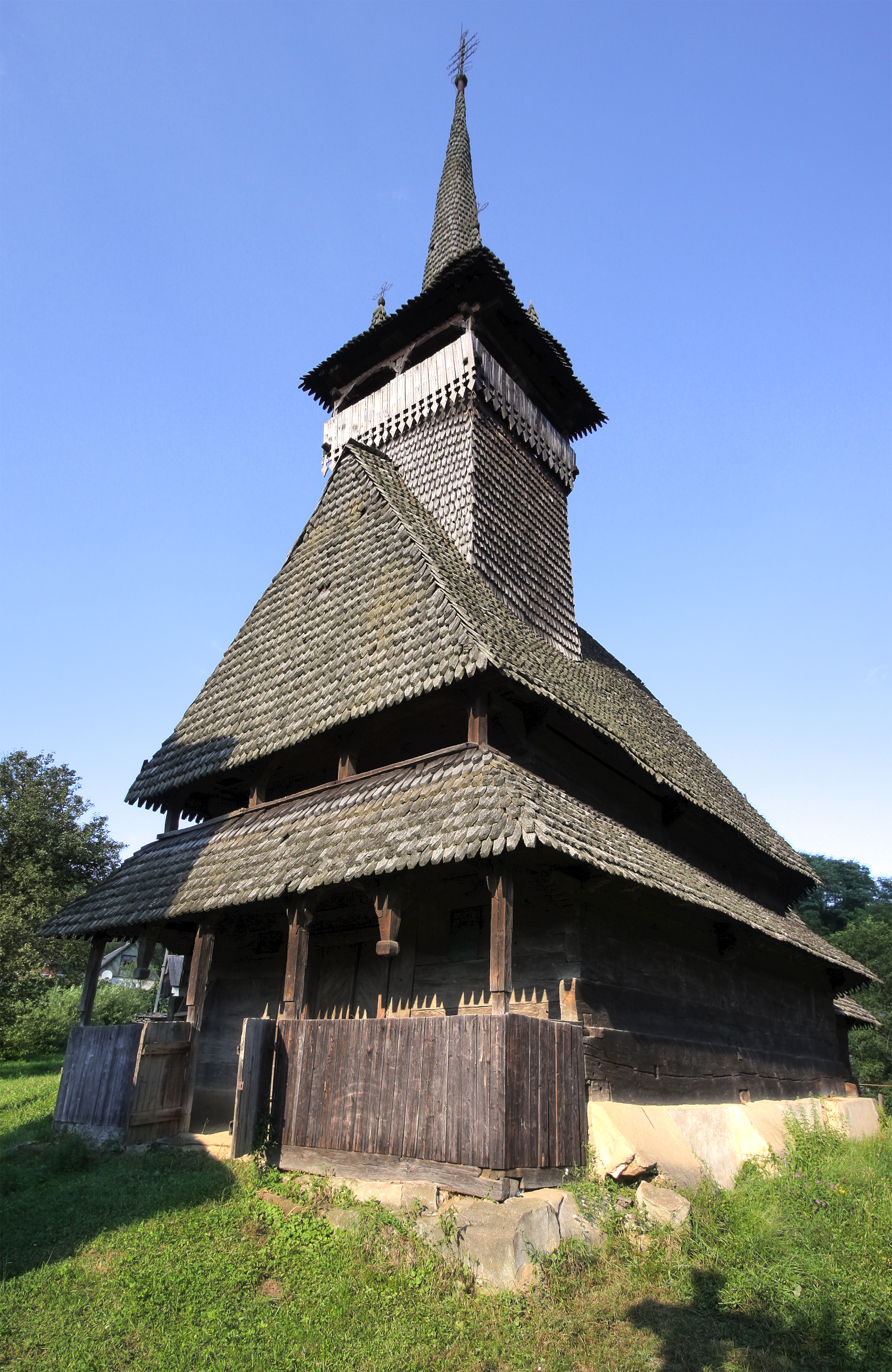
Церква св.Параскеви
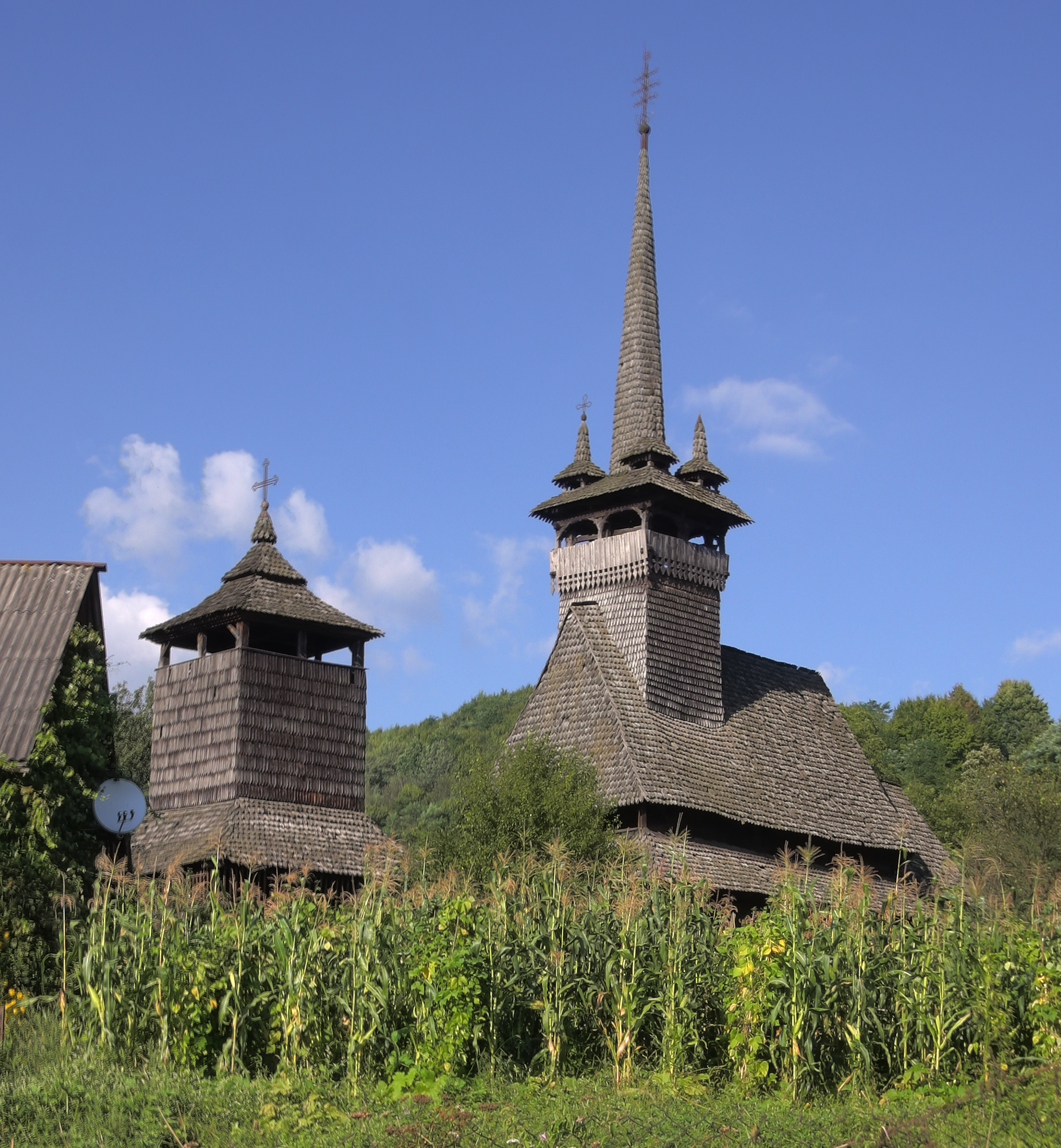
Церква св.Параскеви
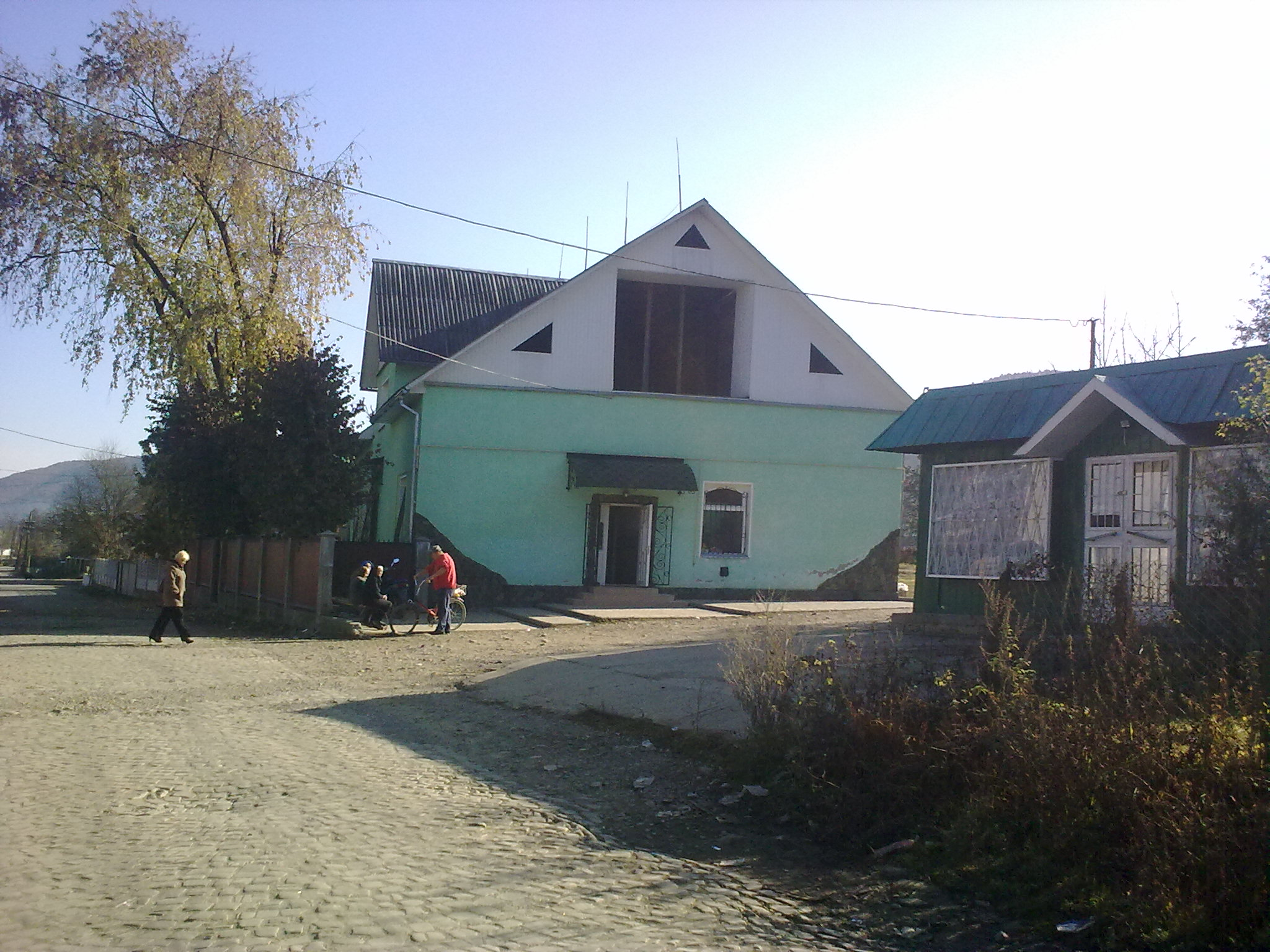
Колишня синагога, тепер магазин
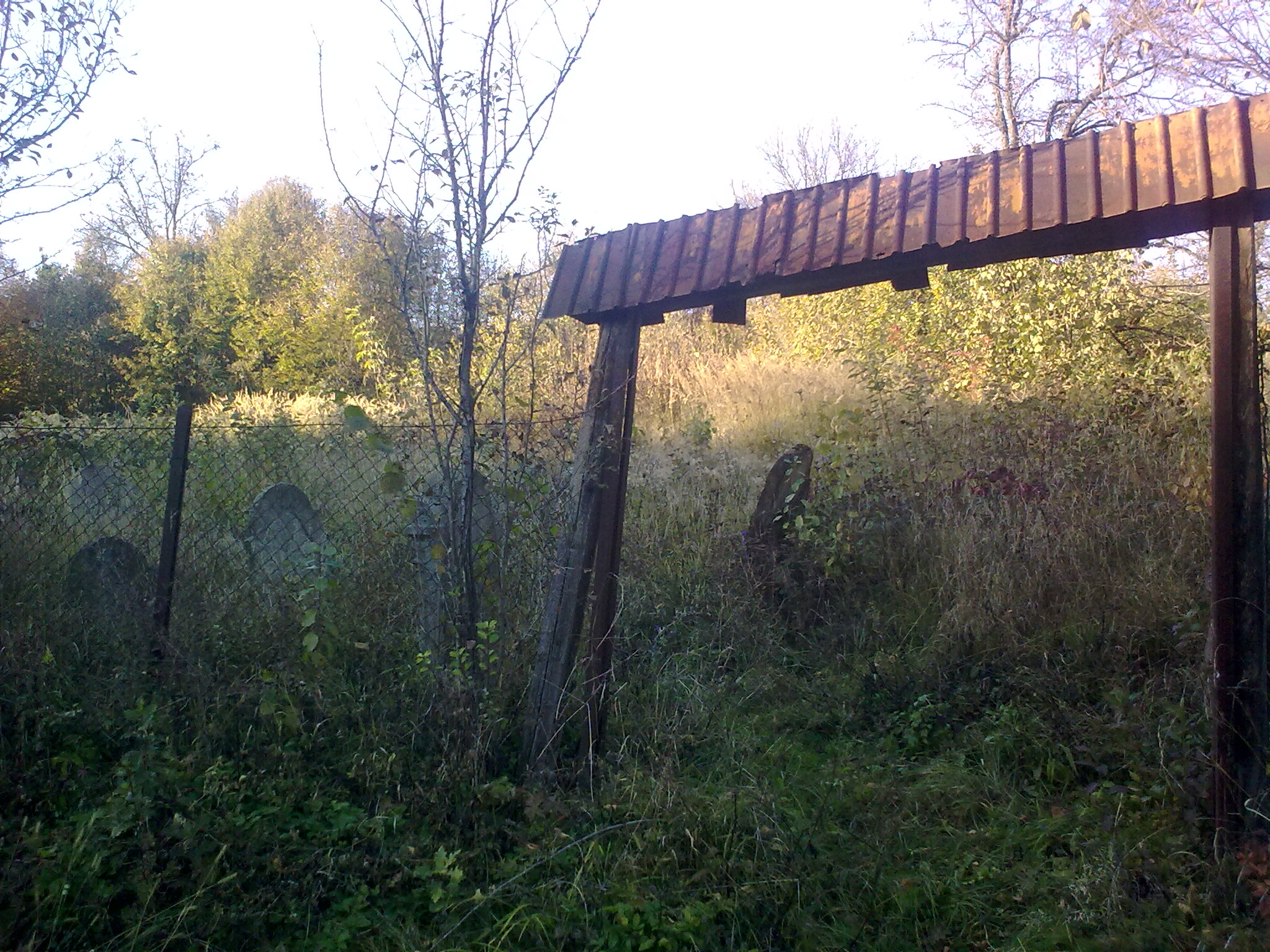
Єврейське кладовище
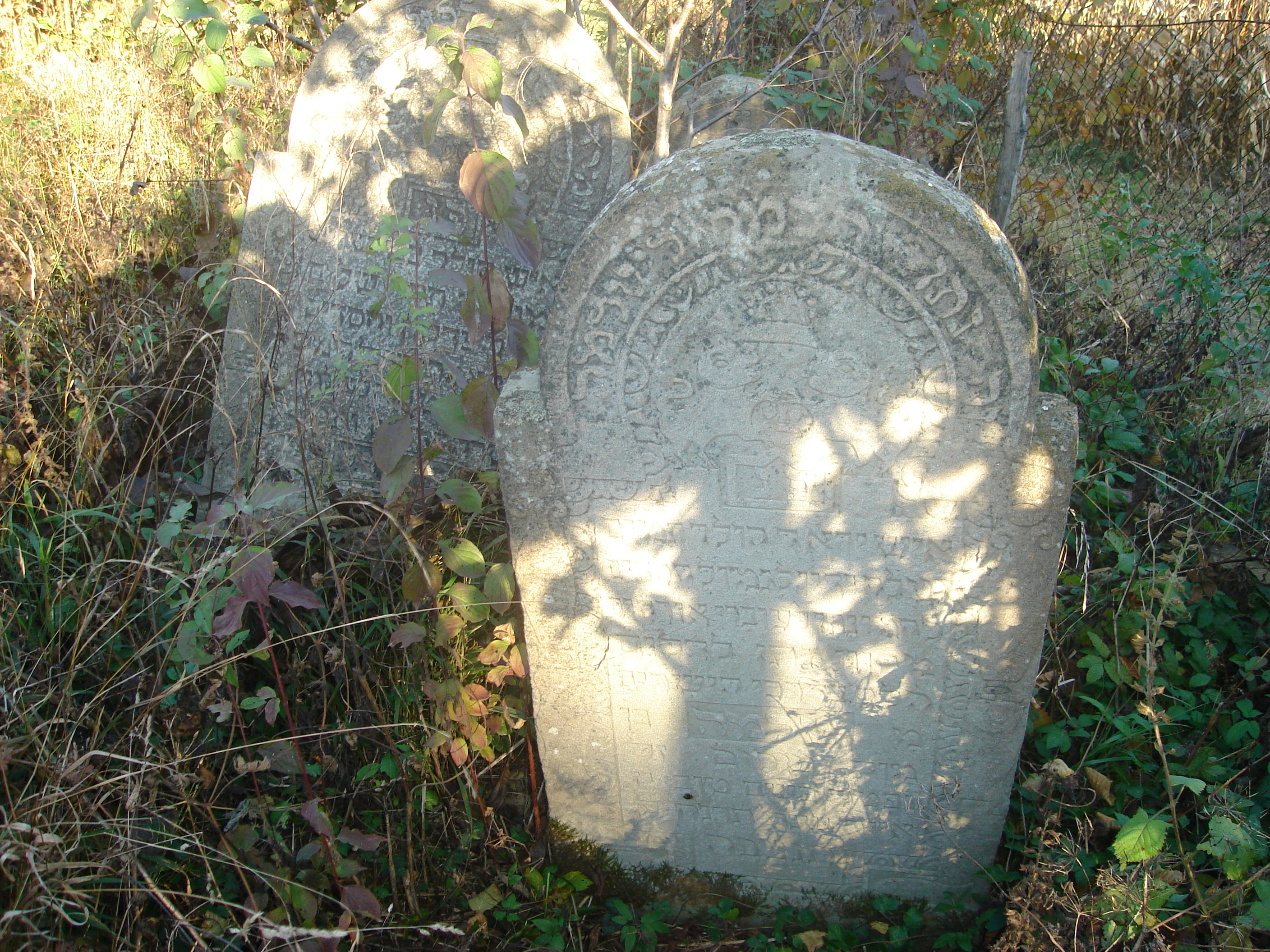
Мацеви на єврейському кладовищі

## Туристичні місця
- Храм св. великомучениці Параскевії. 1934.
- дерев'яний храм св. Параскеви П'ятниці, 1753 року
- знаменита шандрівська криниця.

## Населення

### Мова
Розподіл населення за рідною мовою за даними перепису 2001 року:
| Мова       | Кількість | Відсоток |
| ---------- | --------- | -------- |
| українська | 2248      | 98.64%   |
| російська  | 31        | 1.36%    |
| Усього     | 2279      | 100%     |

## Відомі уродженці
- Іван Колос (1911—1996) — український поет.
- Василь Ґабор (* 1959) — український письменник і літературознавець.
- Іван Герег (1944—2018) — український радянський футболіст.
- Почесним жителем села є Петро Васильович Попович. Петро Васильович Попович є відмінником міністерства охорони здоров'я, заслуженим лікарем України, нагороджений відзнакою Верховної Ради, обласної Ради і Облдержадміністрації, а також Почесною відзнакою МНС України, почесною відзнакою Товариства Червоного Хреста України, французьким гуманітарним знаком Ротаріанського руху.